# 블랑켄펠데역
블랑켄펠데(텔토플레밍군)역(Bahnhof Blankenfelde (Kr Teltow-Fläming))은 브란덴부르크주 텔토플레밍군 블랑켄펠데말로에 있는 철도역이다. 1950년에 S반과 지역간 열차 환승역으로 개통했다. S반과 일반 열차 영업은 분리되어 있으며, 베를린 S반 S2 노선의 종착역이다. 베를린 외곽순환선과 연결선을 통해서 연결된다.
2023년까지 장거리 열차 승강장은 길이 229 m, 높이 76 cm였으며 일부분에만 천장이 설치되어 있었다. S반 승강장은 길이 180 m, 높이 96 cm인 단선 승강장이다. 노선 건설상의 이유로 S반 승강장은 장거리 열차 승강장보다 3 m 높은 곳에 설치되어 있다. 장거리 열차 승강장은 보행자 터널 및 통로로 지상과 연결된다. S반 승강장은 계단과 램프로 지상과 연결된다. 드레스덴선 공사에 따라서 2023년 이후 지역간 열차 승강장은 임시 승강장으로 이전했다.

## 역사
드레스덴선 개통 당시 블랑켄펠데의 인구는 560여명이었다. 가장 가까웠던 철도역은 북쪽으로 떨어진 말로역, 1884년 개통한 달레비츠역이 있었다. 블랑켄펠데에서 글라조를 잇는 도로에는 철도 건널목만 설치되어 있었고, 1920년에 신호소가 설치되었다. 1928년에 남부 베를린 토지회사(Süd-Berlin-Boden-Gesellschaft)에서 블랑켄펠데 일대의 토지를 매입하여 투자자에게 매각을 시작했다. 이 과정에서 주택 건설이 진행되고 제2차 세계 대전 직전까지 인구도 6000여명으로 증가했다. 1930년대 독일제국철도에서는 블랑켄펠데 지역에 역 건설을 승인했으나 지자체에서 역 건설 자금을 지원하지는 못했다. 1940년부터 베를린 S반의 전동차가 랑스도르프역까지 운행했다. 대베를린으로 편입된 지역의 철도 시설 정리 작업의 일부로 1941년에 블랑켄펠데역 건설이 승인되었고, S반 운행은 서쪽으로 건설될 별도의 선로에서 진행될 예정이었다. 제2차 세계 대전의 진행으로 계획은 실현되지 못했다.
제2차 세계 대전 종전 이후 소련에 전쟁 배상으로 복선 선로의 한 쪽을 철거했고, 블랑켄펠데 신호소도 운영을 중단했다. 1945년 여름부터 장거리 열차가 다시 정차했고, 그 해 10월 1일부터 말로역-랑스도르프역 S반 운행이 재개되었다. 종전 이후 약 2500명이 추가로 이주하면서 블랑켄펠데 지역의 인구도 8000명을 초과했다. 지역 시장과 베를린 철도국의 협의 끝에 신규 정차역 설치가 합의되었다. 자금 부족으로 인하여 지자체에서 건설비 전액과 5년간 운영 비용을 출자했다. 섬식 승강장이 건설될 예정이었으나, 복선 선로가 건설되지 않았기 때문에 건설 이후 한동안은 단선으로 운행했다. S반 배차 간격을 40분 이하로 단축하기 위하여 독일국영철도에서는 마리엔펠데역-아틸라슈트라세역 구간의 재복선화를 1949년부터 진행했다.
텔토군에서는 역사 건축 비용 5만 동독 마르크를 출자했다. 주민 1명당 3마르크씩을 출자하여 2만 마르크를 확보할 계획이었으나 실제 모금액은 36,000 마르크였다. 모금 외에도 수보트니크 등의 노동 봉사도 포함되었다. 1949년 3월에 착공식이 진행되었다. 공사 당시 시멘트를 절약하기 위해서 콘크리트 공급처를 찾고 있었고, 동독 인민전선에서는 안할트 근교선의 비르켄그룬트 노르트 정거장의 사용되지 않는 승강장을 철거하여 블랑켄펠데역 건설에 사용했다. 승강장은 콘크리트 재질로 96 cm 높이로 건설되었고, 약 75%는 철거된 자재로 건설되었다. 서부 승강장이 건설되지 않았고 대합실 건설용 자재가 부족하여 당초 계획했던 1950년 초반에서 완공 시기가 지연되었다. 자재 공급이 정상화되면서 1950년 가을로 완공 시기가 조정되었고 그 해 10월 8일에 개통했다.
개통 당시 역명은 블랑켄펠데(텔토군)(Blankenfelde (Kr Teltow))역이었다. S반과 장거리 열차선은 선로를 공유했고, 1953년 10월부터는 장거리 열차도 정차했다. S반과 장거리 열차의 선로 공유는 신호 장애를 초래했고, 블랑켄펠데-랑스도르프 구간이 복선화되어 1952년 5월 18일부터 운행을 개시했다. 같은 날에 베를린 안할트역이 폐역되었고 베를린 외곽순환선 방면으로 열차 운행이 변경되었다. 블랑켄펠데역 북쪽에서 외곽순환선과 드레스덴선이 교차하게 되면서 연결선이 건설되었다. 1953년 5월 18일 동독의 행정구역 개편으로 역명이 블랑켄펠데(초센군)(Blankenfelde (Kr Zossen))으로 변경되었다. 1950년 말에 드레스덴선과 외곽순환선의 남서부 연결선이 건설되었다. S반 운행에 지장을 주지 않기 위해서 블랑켄펠데역-말로역 구간이 다시 복선화되었고, S반 운행은 별도의 선로로 분리되고 기존 선로는 장거리 열차 및 화물 열차용으로 변경되었다.
베를린 장벽 건설로 인하여 말로역 이북으로 열차가 운행할 수 없게 되었다. 말로역-랑스도르프역 구간을 운행했던 셔틀 열차도 1961년 9월에 운행을 중단했고 랑스도르프-뷘스도르프 구간을 운행했던 열차도 말로역으로 연장되었다. 1963년 5월부터는 외곽순환선을 통해서 쇠네펠트역 방면으로 운행했다. 말로역 방면 열차 운행을 위해서 철도 건널목 북쪽에 새로운 별도의 승강장이 건설되고 셔틀 열차가 단선으로 운행했다. 초기에는 V 15형 디젤 기관차와 제어 객차 편성으로 운행했고, 이후에는 VT 2.09형 단량 디젤 동차로 운행했다. 기존 승강장의 서쪽에 확장 가능한 공간이 없었고 외곽순환선 연결선과 입체 교차해야 했기 때문에 신규 승강장은 기존 승강장보다 3 m 높은 곳에 건설되었다. 1987년 7월 23일에는 철도 건널목이 자동화되었다.
독일의 재통일 이후 S반 노선이 다시 연결되었다. 드레스덴선이 1982년에 교류 전철화되면서 랑스도르프역까지 직류 S반이 운행하려면 별도의 선로가 건설되어야 했다. 그 결과 블랑켄펠데역까지만 S반 운행이 복구되고 이남으로는 열차 환승으로 대체되었다. 1991년 9월 16일에 셔틀 열차 운행이 중단되고 직류 S반 운행 준비 공사가 진행되었다. 블랑켄펠데역의 상대식 승강장이 철거되고 섬식 승강장으로 대체되었다. 승강장 북쪽의 급구배와 공사 지연 문제로 인하여 신규 승강장 설치는 진행되지 않았다. 1992년 8월 31일에 블랑켄펠데-리히텐라데 구간의 S반 운행이 복원되었다. 1996년 6월 2일에 현재의 역명으로 개칭되었다.
드레스덴선의 베를린 시내 장거리선 복원 공사에 따라서 2023년에 지역간 열차 승강장이 철거되었고, 철도 건널목도 입체화되었다. 2025년 이후에 정식 승강장이 재설치될 예정이다.

## 인접 정차역
텔토플레밍군 버스와 환승할 수 있다. 
| RE·RB                                | RE·RB | RE·RB                                                |
| ------------------------------------ | ----- | ---------------------------------------------------- |
| 리히터펠데 오스트 베를린 중앙역 방면 | RE 8  | 달레비츠 엘스터베르다·핀스터발데 (노이라우지츠) 방면 |
| BER 공항 베를린 중앙역 방면          | RB 24 | 달레비츠 뷘스도르프발트슈타트 방면                   |
| 베를린 S반                           |       |                                                      |
| 말로 베르나우 바이 베를린 방면       | S2    | 시·종착역                                            |